# Encyclia alata
Encyclia alata là một loài lan trong chi Encyclia.

## Hình ảnh

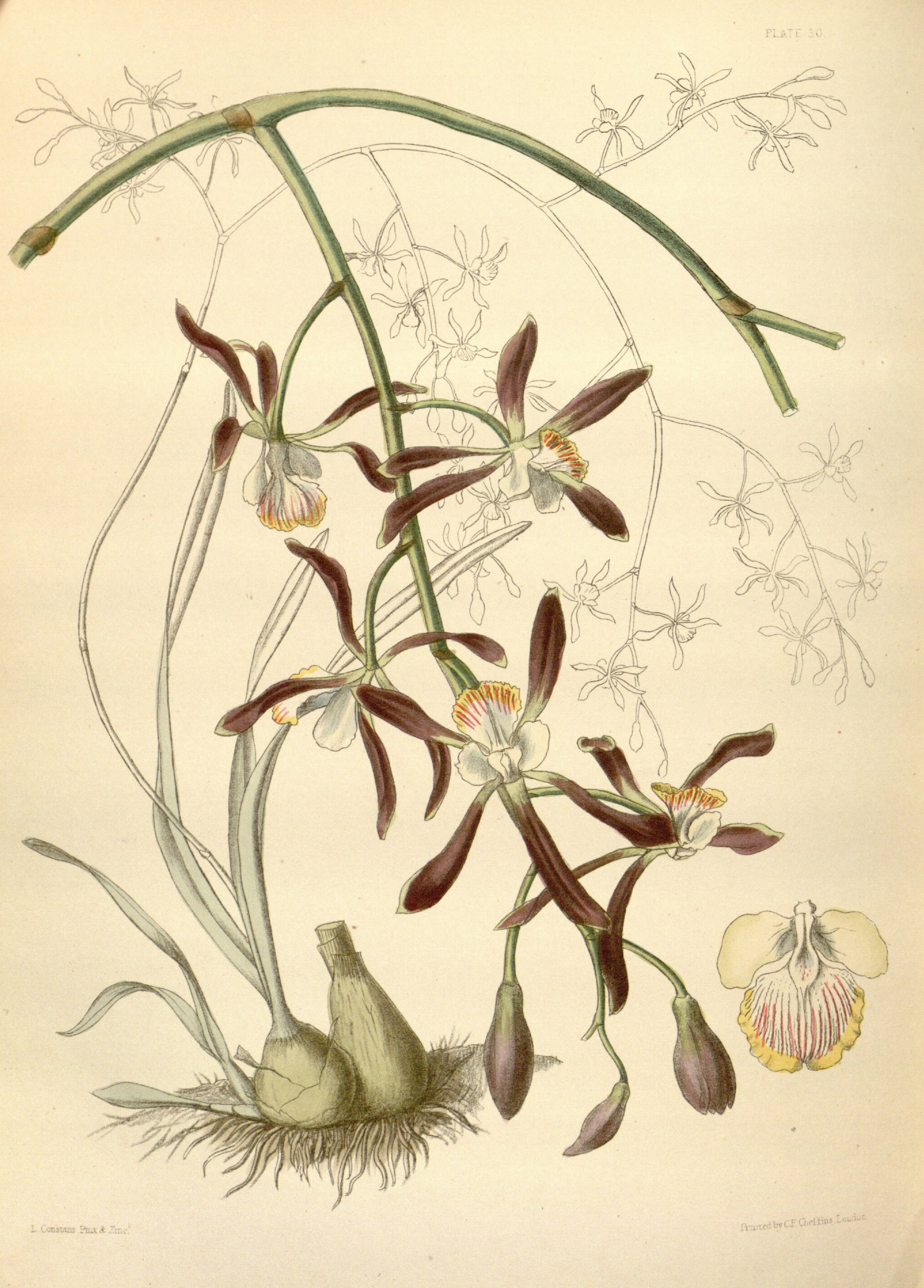
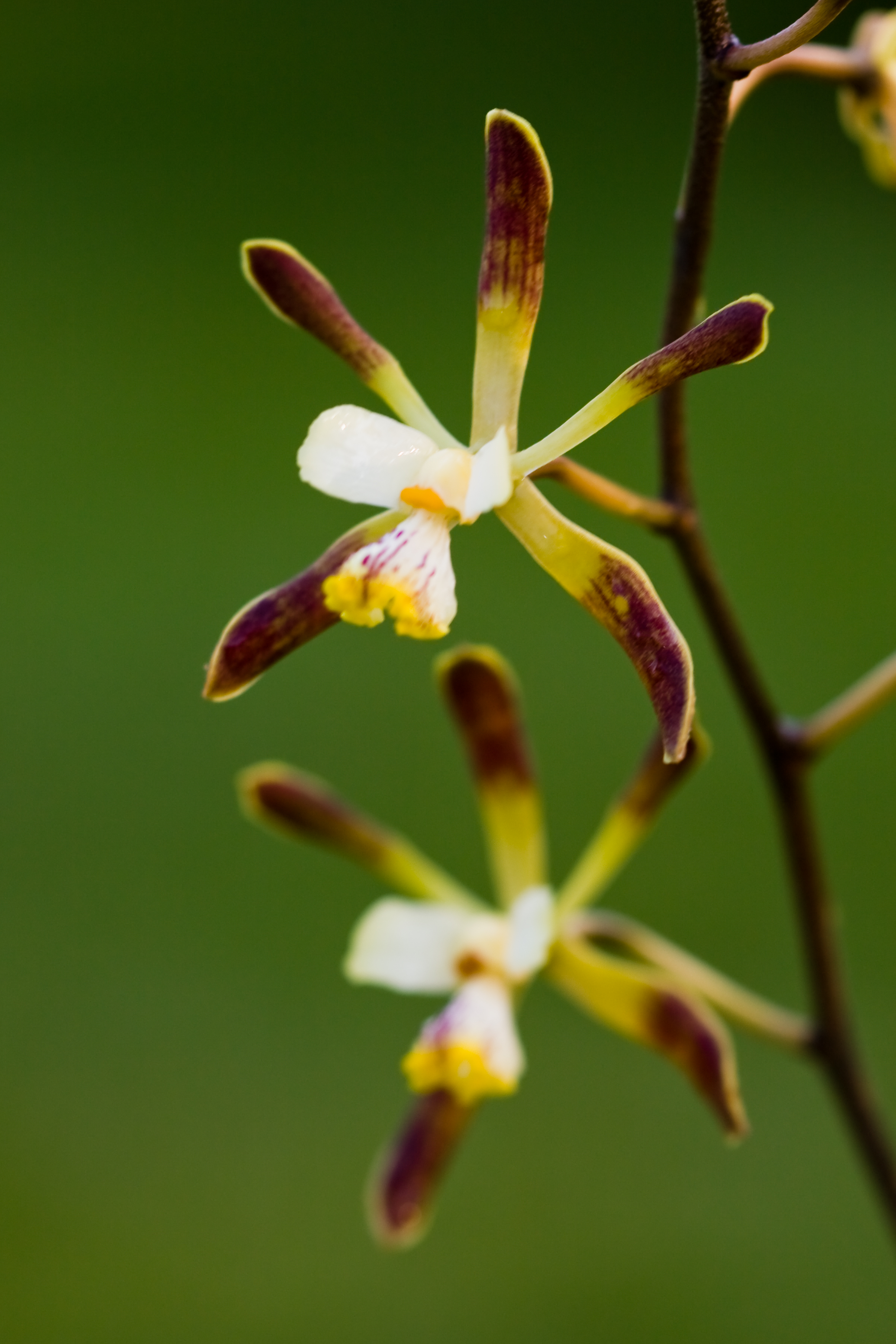
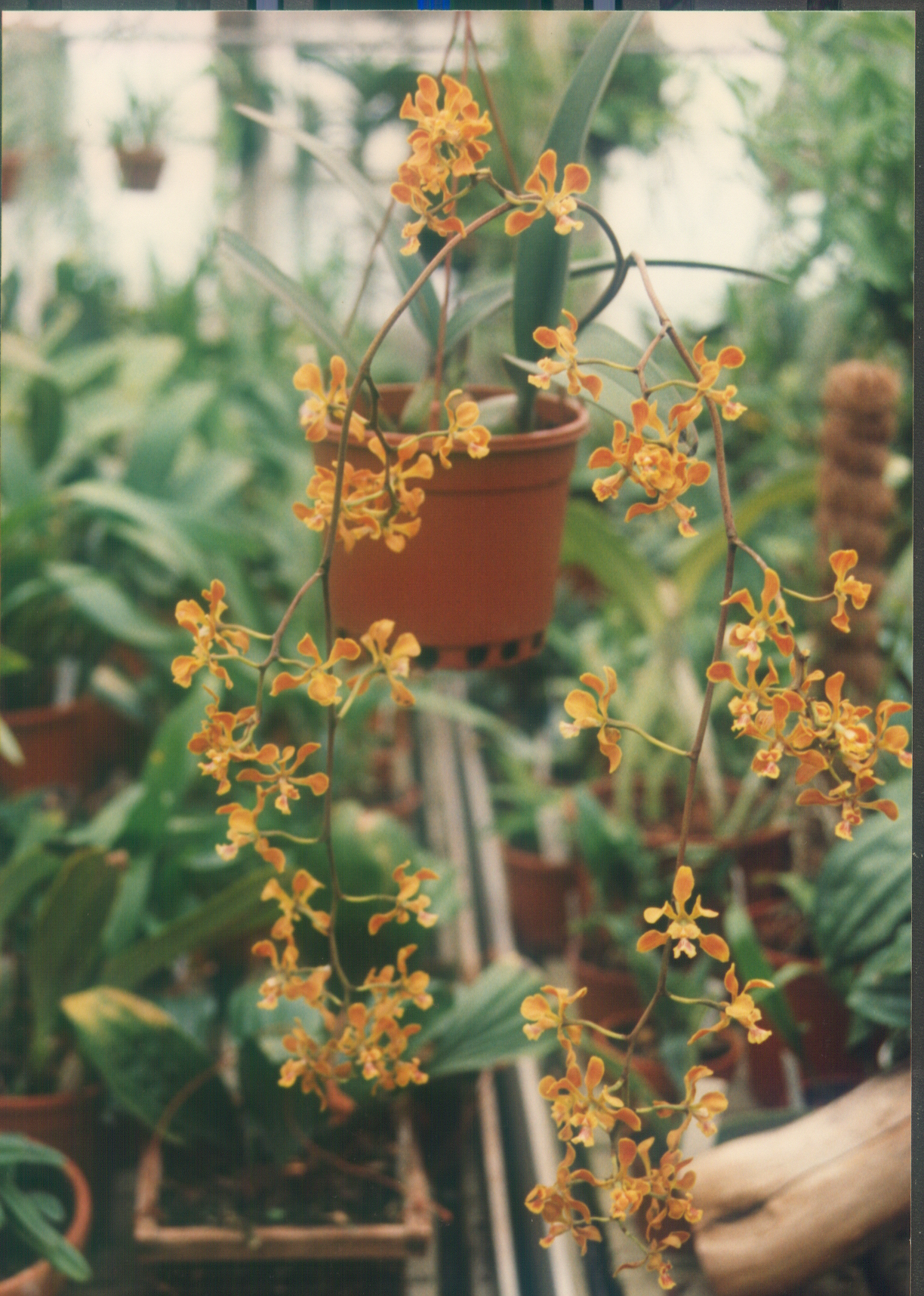
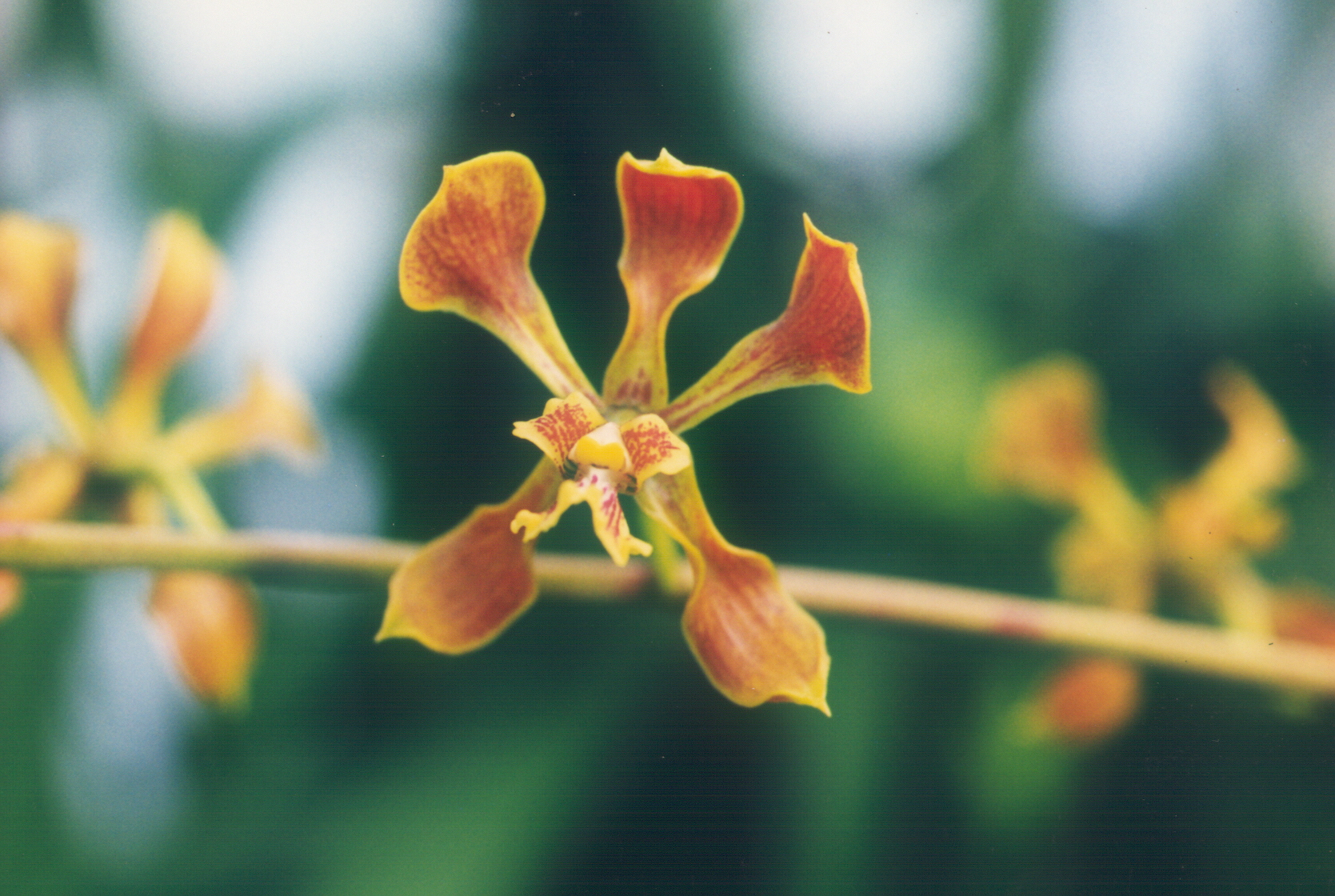